# Jan Kropidlo
Jan Kropidlo (polsky Jan Kropidło, † 1421) byl opolský kníže, biskup poznaňský, chelmský, kaminský a ladislavský z rozrodu slezských Piastovců.
Byl synem opolského knížete Boleslava III. Přízvisko Kropidlo získal podle svého účesu. Roku 1382 se na přímluvu strýce Vladislava stal biskupem poznaňským. Roku 1396 se spolu s bratry stal po odstoupení strýce Vladislava opolským knížetem, ale jelikož sledoval církevní kariéru, panoval v Opolsku pouze formálně. Mimo jiné také zprostředkoval sňatek svého synovce Boleslava V. Opolského s dcerou polské královny Annou Granovskou.